# أتلتيكو تيغري
أتلتيكو تيغري هو نادي كرة قدم أرجنتيني، وهو نادي أساسي في الأرجنتين، تأسس سنة 1902 في كوردوبا.